# Nysätertjärnen, Jämtland
Nysätertjärnen är en sjö i Strömsunds kommun i Jämtland och ingår i Ångermanälvens huvudavrinningsområde. Sjön har en area på 0,0358 kvadratkilometer och ligger 587,3 meter över havet. Sjön avvattnas av vattendraget Björkvattsån.

## Delavrinningsområde
Nysätertjärnen ingår i det delavrinningsområde (716565-139979) som SMHI kallar för Inloppet i Björkvattnet. Medelhöjden är 529 meter över havet och ytan är 24,87 kvadratkilometer. Det finns inga avrinningsområden uppströms utan avrinningsområdet är högsta punkten. Björkvattsån som avvattnar avrinningsområdet har biflödesordning 3, vilket innebär att vattnet flödar genom totalt 3 vattendrag innan det når havet efter 336 kilometer. Avrinningsområdet består mestadels av skog (80 procent). Avrinningsområdet har 0,07 kvadratkilometer vattenytor vilket ger det en sjöprocent på 0,3 procent.